# حريما (إربد)
حريما قرية أردنية تقع على بعد 10 كلم شمال محافظة إربد، وما يقارب 81 كم عن العاصمة عمان، وتتبع للواء بني كنانة. يحدها كلا من القرى التالية: من الشمال الشرقي أبو اللوقس وخرجا ومن الشرق علعال ومن الغرب سما الروسان والقصفة ومن الجنوب بيت رأس.

## سكانها
يبلغ عدد سكانها حوالي 7 آلاف نسمة، معظم سكانها يعملون في القطاع الحكومي والقطاع الخاص بالإضافة إلى الزراعة.

## موقعها الجغرافي
تتميز حريما بموقعها الجغرافي حيث أنها المدخل الرئيسي للواء بني كنانة (ناحية)، كما أنها حلقة وصل بين لواء بني كنانة وقصبة إربد، ومركز بلدية اليرموك الجديدة، ومدخل سد الوحدة الرائع.
كما أنها تعتبر من أجمل مناطق شمال إربد لجمال سهولها الخضراء.
تتميز بموقع استراتيجي يعتبر قريب من مدينة إربد وأيضاً قريب من المناطة الأثرية في محافظة إربد. لذا لا بد لمن هم بالقدوم إلى المناطق الأثرية في شمال المملكة المرور من مدخل هذه البلدة.
و من الجدير بالذكر أن البلدة قريبة من الخدمات الرئيسة كالمستشفيات والدوائر الحكومية التي تقع في لواء بني كنانة.

## الخدمات العامة
يوجد في حريما ما يلي:
- خمسة مساجد كبيرة
- بلدية اليرموك الجديدة
- بلدية اليرموك الجديدة/منطقة حريما
- مضافات العشائر الرئيسية فيها
- مرافق الخدمات العامة من بقالات ومطاعم وغيرها

الصحة
- مركز صحي حريما الأولي

المجتمع المدني
- جمعية حريما الخيرية
- نادي حريما الرياضي
- جمعية سيدات حريما

التربية والتعليم
- مدرسة حريما الأساسية المختلطة
- مدرسة حريما الثانوية للبنات
- مدرسة حريما الشاملة للبنين
- مدرسة الخيرية المختلطة
- مركز وأكاديمية الفرقد الثقافية
- رياض أطفال ضمن الجمعية

## حاراتها
- حارة الخيرية
- الحارة الشرقية (حي المنطار)
- الحارة الغربية
- حارة المقام (مركز ووسط البلدة)
- حارة المسجد القديم
- المراح